# 高科西路駅
座標: 北緯31度11分14秒 東経121度30分19秒 / 北緯31.18722度 東経121.50528度
高科西路駅（こうかせいろ-えき）は中華人民共和国上海市浦東新区に位置する上海地下鉄6号線と7号線の駅である。

## 利用可能な鉄道路線
上海地下鉄
■6号線
■7号線

## 駅構造

### 6号線
- 島式ホーム1面2線を有する地下駅。開業当初からホームドア設置。

| 6号線ホーム | ←6号線 港城路方面   |
| 6号線ホーム | 島式ホーム          |
| 6号線ホーム | 6号線 霊岩南路方面→ |

### 7号線
- 島式ホーム1面2線を有する地下駅。開業当初からホームドア設置。

| 7号線ホーム | ←7号線 上海大学方面 |
| 7号線ホーム | 島式ホーム          |
| 7号線ホーム | 7号線 花木路方面→   |

## 歴史
- 2007年12月29日 - 6号線開業。
- 2009年12月5日 - 7号線開業。

## 隣の駅
上海地下鉄
■6号線
臨沂新村駅 - 高科西路駅 - 東明路駅
■7号線
雲台路駅 - 高科西路駅 - 楊高南路駅